# Desertoniscus bulbifrons
Desertoniscus bulbifrons är en kräftdjursart som beskrevs av Borutzkii 1945. Desertoniscus bulbifrons ingår i släktet Desertoniscus och familjen Trachelipodidae. Inga underarter finns listade i Catalogue of Life.